# Словинци
Словинци (кашуп. Słowińcë, пољ. Słowińcy) су најмалобројнији западнословенски народ, а уједно и најмалобројнији словенски народ уопште. Спадају у ширу групу поморанских племена. Њихова матична област обухватала је околину језера Гардно и града Слупска у данашњем пољском Поморском војводству. Сродни су са суседним Кашубима. Словинаца данас има свега неколико стотина и на ивици су потпуног утапања у веће националне групе. Током старије историје, за време пруске власти, над њима је вршена интензивна германизација. По вероисповести су протестанти (лутерани), а служили су се словиначким језиком, који је као говорни језик изумро у раном 20. веку.